# Phoebe Fox

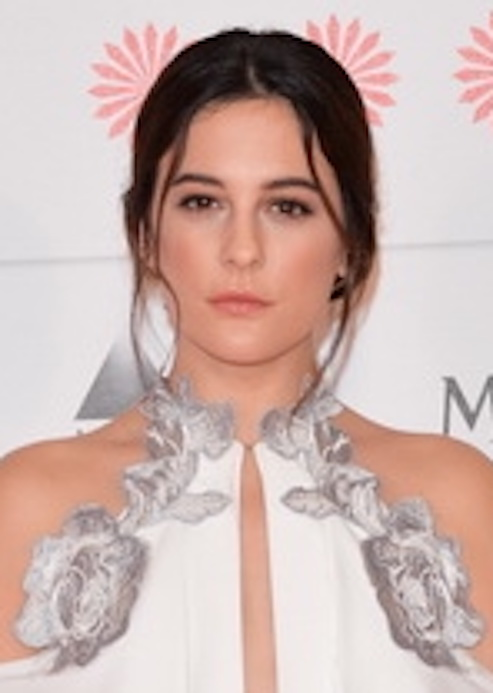
Phoebe Fox (2014)

Phoebe Fox (* 16. April 1987 in London als Phoebe Mercedes Fox) ist eine britische Schauspielerin.

## Leben
Phoebe Fox wurde als Tochter des Schauspielerpaares Stuart Fox and Prue Clarke geboren. Sie studierte an der Royal Academy of Dramatic Art (RADA) Schauspiel, das Studium schloss sie 2010 als Bachelor of Arts ab. An der Akademie lernte sie ihren späteren Ehemann, den Schauspieler Kyle Soller, kennen.

### Theater
2010 wirkte sie am Chichester Festival Theatre in Ein Monat auf dem Lande mit. 2011 war sie als Celia in Wie es euch gefällt am Rose Theatre, Kingston zu sehen und im Rahmen des Evening Standard Theatre Awards in der Kategorie Outstanding Newcomer nominiert. 2012 stand sie am Almeida Theatre in König Lear als Cordelia auf der Bühne.
Am Royal National Theatre spielte sie 2017 in Was ihr wollt die Rolle der Olivia. 2019 verkörperte sie am Dorfman Theatre des Royal National Theatres in Anna von Ella Hickson die Titelrolle.
Weitere Engagements hatte sie am Royal Court Theatre und am Lyceum Theatre.

### Film und Fernsehen
Erste Nebenrollen hatte sie in 2011 in Zwei an einem Tag (One Day) mit Anne Hathaway und einer Folge der Science-Fiction-Serie Black Mirror.
In der Fernsehserie Switch hatte sie 2012 eine Hauptrolle als Grace Watkins. Eine weitere Hauptrolle hatte sie 2014 im Horrorfilm Die Frau in Schwarz 2: Engel des Todes (The Woman in Black 2: Angel of Death) des Studios Hammer Film Productions von Regisseur Tom Harper, wo sie die Rolle der Lehrerin Eve Parkins verkörperte. Im Thriller Eye in the Sky von Gavin Hood war sie 2015 in der Rolle der Carrie Gershon zu sehen. In der deutschen Synchronfassung dieser beiden Produktionen lieh ihr Laura Maire die Stimme. Außerdem spielte Fox 2015 in der BBC-Miniserie Life in Squares über die Bloomsbury Group die Rolle der Vanessa Bell.
2016 verkörperte sie in der Verfilmung des Romanes London NW der Schriftstellerin Zadie Smith die Rolle der Leah Hanwell und war in der Mini-Serie Close to the Enemy als Kathy Griffiths zu sehen. Für den Abenteuerfilm The Aeronauts (2019) von Tom Harper stand sie mit Eddie Redmayne, Felicity Jones und Vincent Perez vor der Kamera. Im deutsch-belgischen Kinofilm Intrigo: Samaria (2019) nach Håkan Nesser spielte sie an der Seite von Andrew Buchan als ihr ehemaliger Lehrer Henry die Rolle der Filmemacherin Paula Polanski. In der Serie The Great mit Elle Fanning als Katharina II. verkörperte sie deren Vertraute Marial.

## Filmografie (Auswahl)
- 2011: Zwei an einem Tag (One Day)
- 2011: Black Mirror (Fernsehserie, Folge: Das transparente Ich/The Entire History of You)
- 2012: Coming Up – If We Dead Awaken
- 2012: New Tricks – Die Krimispezialisten (New Tricks; Fernsehserie, Folge: Old School Ties)
- 2012: Switch (Fernsehserie)
- 2014: Die Musketiere (The Musketeers; Fernsehserie, Folge: Verräter/The Good Soldier)
- 2014: A Poet in New York (Fernsehfilm)
- 2014: War Book
- 2014: Die Frau in Schwarz 2: Engel des Todes (The Woman in Black 2: Angel of Death)
- 2014: A Moment to Move (Kurzfilm)
- 2015: National Theatre Live: A View from the Bridge
- 2015: Life in Squares (TV Mini-Series)
- 2015: Eye in the Sky
- 2016: The Hollow Crown (Fernsehserie)
- 2016: Dead Tongues
- 2016: NW (Fernsehfilm)
- 2016: Close to the Enemy (Mini-Serie)
- 2017: National Theatre Live: Twelfth Night
- 2018: The Diamond Job (Blue Iguana)
- 2019: Curfew (Fernsehserie)
- 2019: Intrigo: Samaria
- 2019: The Aeronauts
- 2020–2023: The Great (Fernsehserie)

## Auszeichnungen und Nominierungen
Evening Standard Theatre Awards
- 2011: Nominierung in der Kategorie Outstanding Newcomer[6]

Screen Actors Guild Awards
- 2021: Nominierung in der Kategorie Bestes Schauspielensemble in einer Comedyserie für The Great
- 2022: Nominierung in der Kategorie Bestes Schauspielensemble in einer Comedyserie für The Great[11]